# 스프링필드 전투

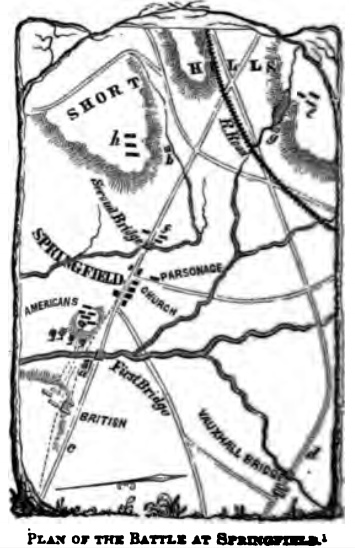
스프링필드 전투

스프링필드 전투(영어: Battle of Springfield)는 미국 독립 전쟁 중 1780년 6월 23일 뉴저지 유니언 카운티에서 벌어졌다. 1780년 6월 7일 코네티컷 농장 전투에서 빌헬름 남작 폰 크니프하우젠 중장이 조지 워싱턴 장성급 장교의 모리스타운 주둔군을 공격하려던 원정이 좌절되자, 크니프하우젠과 북미 주둔 영국군 총사령관인 헨리 클린턴 경 중장은 두 번째 시도를 결정했다. 영국군은 초기에는 진격할 수 있었지만 새로 도착하는 반군 병력에 직면하여 결국 퇴각할 수밖에 없었고, 이는 대륙군의 승리로 이어졌다. 이 전투로 영국군의 뉴저지에 대한 야망은 사실상 종식되었다.

## 전투

### 영국군의 계획
두 갈래 공격이 계획되었다. 엘리자베스타운 포인트에서 시작하여 한 부대는 커넥티컷 농장과 스프링필드를 곧장 통과하는 갤러핑 힐 로드를 따라 진격할 것이고, 다른 한 부대는 쇼트 힐즈 남쪽 가장자리를 따라 스프링필드 북쪽의 복스홀 로드를 택할 것이었다. 두 부대 모두 6월 7일과 같은 목표를 향하고 있었다. 그것은 워청 산맥을 통과하여 워싱턴의 모리스타운 주둔지까지 11마일의 평지를 가로지를 수 있는 호바트 갭이었다.
클린턴은 워싱턴이 크니프하우젠의 공격에 대응하여 뉴어크 서쪽 워청 산맥의 북쪽 끝을 돌아 주력을 이끌고 크니프하우젠의 우측을 공격할 것이라고 예상했다. 이러한 대응을 예상하여 알렉산더 레슬리 소장은 허드슨강을 따라 6,000명의 병력을 이끌고 파견되어 워싱턴이 워청 산맥 뒤로 후퇴하는 것을 막으려 했다. 한편, 제임스 로버트슨 소장은 엘리자베스타운에 5개 연대(1,865명)와 함께 예비군으로 남아 민병대의 공격으로부터 크니프하우젠의 후방을 보호하고 필요시 레슬리를 지원할 예정이었다.

### 대치하는 병력
크니프하우젠 군단은 약 6,000명의 병력으로 구성되어 있었다. 병력 구성은 17 경기병 연대; 왕립 포병대 파견대; 영국 근위대 대대(1차 근위대, 콜드스트림 근위대 및 스코츠 근위대에서 파견된 혼성 부대); 영국 22 보병, 37 보병, 38 보병, 42 보병 (왕립 하이랜드), 43 보병 및 57 보병 연대; 헤센 공의 라이프 연대; 헤센 폰 도놉 연대; 헤센 엽병 군단 및 3개의 왕당파 연대: 퀸즈 레인저스와 1차 및 4차 뉴저지 의용대로 구성되었다.
스프링필드와 엘리자베스타운에서 크니프하우젠의 호바트 갭 진로를 막기 위해, 너새니얼 그린 소장은 1,500명의 대륙군 병력과 500명의 뉴저지 민병대를 보유하고 있었다. 그린의 대륙군은 윌리엄 맥스웰 준장의 뉴저지 여단; 존 스타크 준장의 병력 부족 여단(2차 로드아일랜드 연대와 매사추세츠주 및 코네티컷주 각 1개 연대 포함) 및 2차 파르티잔 군단으로 구성되어 있었으며, 헨리 리 3세 소령이 지휘하고 400명에 달했다.

### 영국군의 진격
6월 23일 오전 5시, 크니프하우젠 부대는 퀸즈 레인저스와 뉴저지 의용대를 선두로 엘리자베스타운 포인트로 진격했다. 그들은 엘리자베스타운의 미국군 전초기지를 압도하고 여러 명의 병사와 세 문의 소형 대포를 노획했다. 후퇴하는 병사들의 경고를 받은 맥스웰 장군은 엘리아스 데이턴 대령의 뉴저지 제3연대를 갤러핑 힐 로드를 지키도록 보내고 헨리 리의 제2 파르티잔 군단을 복스홀 로드로 보냈다. 곧이어 진격하는 왕당파 부대와 맥스웰이 교전했고, 맥스웰은 나머지 여단과 함께 커넥티컷 농장으로 후퇴했다. 한편, 그린 장군은 라웨이강을 가로지르는 복스홀 및 갤러핑 힐 다리의 널빤지를 파괴하도록 명령했다.

### 그린의 배치
그린은 갤러핑 힐 로드의 좌익을 4개의 연속 방어선으로 편성했다. 커넥티컷 농장은 데이턴 대령의 뉴저지 3연대와 내서니얼 허드 준장 휘하의 일부 민병대가 지키게 했다. 데이턴 뒤에는 이스라엘 엔젤 대령이 그의 로드아일랜드 2연대를 이끌고 병과 입대 만료로 인해 160명으로 줄어든 병력으로 갤러핑 힐 다리를 방어하도록 했다. 엔젤 뒤, 라웨이 강 서쪽 지류를 가로지르는 다리에는 그린이 이스라엘 슈리브 대령과 그의 뉴저지 제2연대를 배치했으며, 슈리브 뒤에는 필리몬 디킨슨 준장이 뉴저지 민병대 파견대를 지휘했다.
미국군의 우익에서는 그린이 복스홀 다리의 리 소령과 그의 2차 파르티잔 군단에 마티아스 오그덴 대령과 그의 뉴저지 제1연대를 증원했다.
예비 병력으로는 쇼트 힐즈의 고지대 브라이언즈 선술집에 맥스웰과 스타크 여단의 나머지 병력을 남겨두었다.

### 갤러핑 힐 로드(현재 모리스 애비뉴)
조셉 바턴 중령이 지휘하는 뉴저지 의용대는 이제 커넥티컷 농장에 접근하여 데이턴의 부대와 교전했는데, 이들은 과수원과 덤불 뒤에 잘 배치되어 있었다. 방어군보다 두 배 이상 많은 병력으로도 바턴의 병사들은 거의 진전이 없었다. 그러나 존 그레이브스 심코 중령이 퀸즈 레인저스를 이끌고 미국군의 좌측을 우회하여 후방에서 공격했다. 데이턴과 허드의 병사들은 빠르게 밀려났고 커넥티컷 농장은 영국군의 손에 넘어갔다. 허드와 일부 민병대는 북쪽으로 후퇴하여 복스홀 다리의 수비병력을 증원했다.
크니프하우젠은 이제 퀸즈 레인저스, 뉴저지 의용대, 근위대 대대 및 대부분의 다른 영국군을 갤러핑 힐 로드에서 북쪽으로 복스홀 로드로 전환시켰는데, 이는 갤러핑 힐 다리의 방어병력을 측면에서 공격하려는 희망에서였다. 한편, 크니프하우젠 자신은 영국 37연대와 38연대 및 대부분의 독일군 병력 3,000명으로 다리로 진격했다.
갤러핑 힐 다리에서 크니프하우젠은 6문의 대포로 엔젤 대령의 수비병을 폭격했고, 미국군은 유일하게 사용 가능한 대포로 응수했다. 미국 포병대의 부싯깃이 부족해지자, 커넥티컷 농장 전투 중 아내를 잃었던 대륙육군 담당사제인 제임스 콜드웰은 대신 사용할 아이작 와츠가 출판한 찬송가 책 뭉치를 가져왔다. 그는 "와츠에게 줘라, 얘들아!"라고 조언했다. 격렬한 교전과 다리를 돌격하려는 두 번의 실패한 시도 끝에, 영국 37연대와 38연대, 헤센 엽병대는 라웨이 강을 건넜고, 숲 속에서 나무와 나무 사이를 오가는 25분간의 전투 끝에 로드아일랜드 병사들을 슈리브와 그의 뉴저지 2연대가 방어하던 라웨이 강 서쪽 지류의 다리까지 밀어붙였다. 영국군은 후퇴하는 병사들을 빠르게 추격하여 슈리브와 엔젤을 밀어냈고, 이들은 영국 38연대와 엽병대가 자신들의 측면을 공격하려는 시도를 간신히 좌절시켰다. 슈리브와 엔젤이 포위될 위험을 인식한 그린은 그들을 브라이언트 선술집으로 후퇴시켰고, 스프링필드는 적에게 버려졌다.

### 복스홀 로드
크니프하우젠의 지시에 따라 에드워드 매튜 소장은 갤러핑 힐 로드를 떠나 북쪽으로 복스홀 로드를 가로질렀다. 복스홀 다리 위의 고지대에 멈춰서 그는 오전 11시까지 포병으로 방어군을 포격했고, 그 후 공격을 감행하여 퀸즈 레인저스와 뉴저지 의용대가 다리 양쪽에서 라웨이 강을 건넜다. 리 소령과 그의 파견대는 거의 2마일에 걸쳐 라웨이 강 상류 서쪽 지류까지 전투 퇴각을 했고, 그의 부하들을 횡렬로 배치하여 숲에서 도로로 발포할 수 있도록 했다. 그들은 곧 진격하는 왕당파 부대와 합류하여 정면과 측면에서 공격을 받고 다시 밀려났다. 이번에는 쇼트 힐즈 경사면까지 완전히 밀려났다. 이곳에서 그들은 스타크 장군의 대륙군 두 연대의 400명과 대포 한 문으로 증원되었다. 이와 뉴어크 산 경사면에 모여드는 민병대의 수가 증가하자 매튜 장군은 진격을 중단하기로 결정했다. 민병대가 바턴 대령의 뉴저지 의용대와 교전을 시작하자, 매튜는 워싱턴의 주력군에 의해 측면 역공을 받을 가능성을 우려했고, 그는 부대를 남쪽으로 갤러핑 힐 로드를 향해 돌려 크니프하우젠과 재합류했다.

### 영국군의 철수
매튜의 부대가 갤러핑 힐 로드에 도착했을 때, 그들은 스프링필드에서 크니프하우젠과 합류했다. 크니프하우젠은 매튜에게 마을 북서쪽에 있는 스프링필드 고지를 점령하라고 명령했다. 매튜는 에드워드 토마스 중령에게 근위대 대대를 이끌고 고지를 습격하여 민병대 수비병을 격퇴하도록 했다. 이것이 영국군의 진격이 도달한 마지막 지점이었다. 호바트 갭으로 가는 길을 뚫는 데 실패한 크니프하우젠은 쇼트 힐즈에 모여드는 뉴저지 민병대의 수에 낙담했고, 공격을 중단하고 엘리자베스타운 포인트로 돌아가기로 결정했다. 크니프하우젠은 뉴저지 의용대에게 스프링필드를 불태우라고 명령했다. 네 채의 집만 살아남았고, 다른 모든 건물은 완전히 불에 탔다. 살아남은 네 채의 건물이 왕당파의 집이었다는 주장이 있지만, 지역 역사학자들은 이를 부정한다.
영국군은 두 개의 열로 철수했는데, 하나는 갤러핑 힐 로드를, 다른 하나는 복스홀 로드를 택했다. 갤러핑 힐 로드를 택한 열은 숲 속 뉴저지 민병대의 끊임없는 저격 공격을 받아 상당한 사상자를 냈다. 헤센 엽병대는 후방 경비를 담당했지만 탄약이 부족했다. 그들은 철수 중에 5명이 사망하고 5명이 포로로 잡혔다. 그들은 민병대를 물리치는 데 더 성공적이었던 37연대에 의해 후방 경비를 교체받았다. 복스홀 로드의 열은 퀸즈 레인저스가 측면과 후방을 경비하여 민병대의 대부분의 매복 시도를 좌절시켰다.
6월 23일 자정에 크니프하우젠은 그의 사단을 엘리자베스타운 포인트에서 스태튼아일랜드로 가는 부교를 통해 다시 이끌었다.

## 사상자
6월 7일의 커넥티컷 농장 전투와 6월 23일의 교전을 포함한 영국군의 원정 손실은 사망 25명, 부상 234명, 실종 48명이었다.
이 사상자 중 85명은 헤센 예거스였다.
대륙군 병력은 6월 23일에 사망 13명, 부상 49명, 실종 9명의 손실을 입었으며, 이 중 6명이 사망, 31명이 부상, 3명이 실종된 것은 앤젤의 로드아일랜드 연대에서 나왔다. 토마스 플레밍은 1780년 7월 8일자 펜실베이니아 패킷이 6월 7일에서 23일까지의 전체 기간 동안 민병대의 사상자가 사망 10명, 부상 40명, 포로 10명이라고 보도했다고 말한다. 6월 7일의 대륙군 손실(사망 12명, 부상 50명, 실종 13명)을 포함하면, 6월 7일과 6월 23일의 미국군 총 사상자는 사망 35명, 부상 139명, 포로 10명, 실종 22명이었다.

## 여파
이것은 북부에서 벌어진 독립 전쟁의 마지막 주요 교전 중 하나였으며, 뉴저지에서 영국군의 야망에 사실상 종지부를 찍었다. 전쟁의 결정적인 전투들이 남쪽으로 이동하면서 스프링필드는 "잊혀진 승리"로 알려지게 되었다. 워싱턴은 전투에서 뉴저지 민병대의 역할을 칭찬하며 "그들은 한결같이 무기를 들고 전쟁 기간 동안 내가 본 어떤 것과도 같은 정신으로 행동했다"고 썼다. 한 달도 채 안 되어 소규모 불스 페리 전투가 벌어졌다.
미국군이 방어선을 구축했던 강 건널목은 오늘날 복스홀 로드와 밀번 애비뉴 교차점, 그리고 워싱턴 애비뉴 근처 모리스 애비뉴 근처였다.

## 같이 보기
- 미국 독립 전쟁 § 북부의 교착 상태. 스프링필드 전투를 전체적인 순서와 전략적 맥락에 배치한다.

## 내용주
1. ↑  Fleming, p. 232, 302
2. 1 2  Fleming, pp. 231 and 238
3. ↑  Fleming, pp. 270–273
4. 1 2  Fleming, p. 175
5. 1 2  Barber, Francis, Return of the Killed, Wounded & Missing in the Action of the 23rd June, 1780, Springfield 보관됨 2011-06-04 - 웨이백 머신
6. 1 2  Fleming, p. 329
7. 1 2 3  Atwood, p. 149
8. ↑  Lossing, Benson (1859). 《The Pictorial Field-Book of the Revolution》. Harper & Brothers, Publishers. 322쪽.
9. ↑  Fleming, p. 232
10. ↑  Fleming, p. 232, 302
11. 1 2  Fleming, p. 243
12. ↑  Fleming, pp. 21, 232–233
13. ↑  Fleming, pp. 17, 114–115, 219, 230. Atwood, pp. 260–261 for the identities of the two Hessian infantry regiments
14. ↑  Fleming, p. 238
15. ↑  Fleming, p. 239
16. ↑  Fleming, pp. 250–252
17. ↑  Fleming, p. 268
18. ↑  Fleming, pp. 253–254
19. ↑  Fleming, pp. 254–266
20. ↑  Fleming. pp. 269–273
21. ↑  Fleming, pp. 274–285
22. ↑  Fleming, p. 287
23. ↑  Scammel, Return of the kill'd, wounded, missing and deserted since the 6th instant'. Head Quarters, near Short-Hills, June 20th 1780 보관됨 2011-06-04 - 웨이백 머신
24. ↑  Fleming, p. 302
25. ↑  Fleming, p. 292
26. ↑  Boatner, pp. 119–120